# Destrucció del patrimoni cultural durant la invasió israeliana de la Franja de Gaza

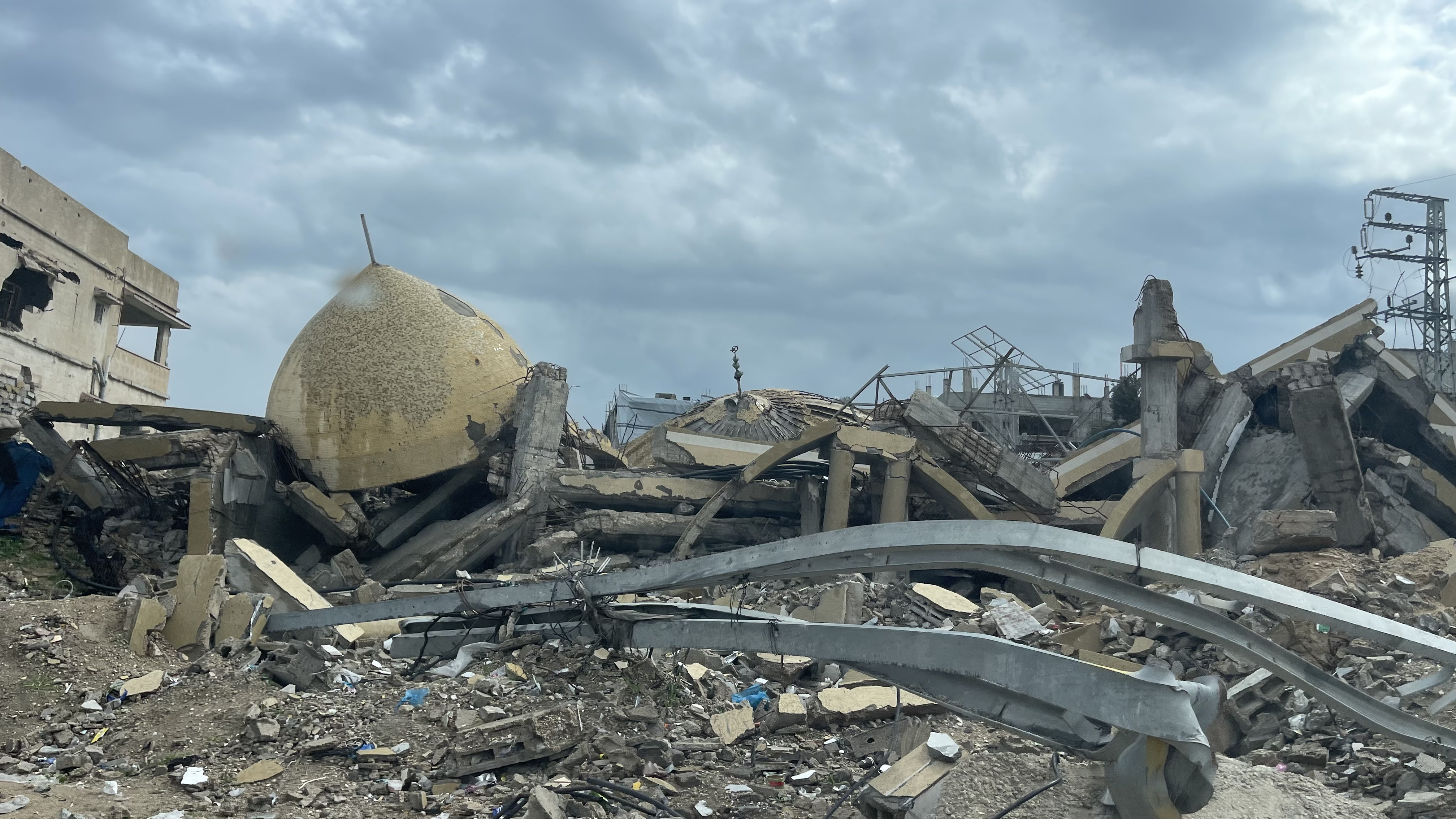
Una mesquita a Gaza destruïda en un atac aeri israelià, el 20 de febrer de 2025. A gener de 2025, Israel havia destruït 815 mesquites i 19 cementiris durant la guerra de Gaza.

La destrucció del patrimoni cultural durant la invasió israeliana de la Franja de Gaza ha inclòs el dany i la destrucció per part d'Israel de centenars d'edificis, biblioteques, museus i altres repositoris de coneixement culturalment o històricament significatius a Gaza, juntament amb la destrucció del patrimoni cultural immaterial. Gairebé el 80% dels edificis de Gaza han estat danyats o destruïts i 1,9 milions de persones s'han desplaçat.
Hi ha centenars de llocs del patrimoni cultural a Gaza, incloent-hi més de 300 llocs del patrimoni arquitectònic. A més dels llocs del patrimoni danyats i destruïts, al febrer de 2024 havien mort un total de 44 persones relacionades amb les arts i la cultura. El patrimoni cultural encarna la identitat col·lectiva d'un poble. Entre els llocs destruïts s'hi inclouen arxius, museus, mesquites, esglésies i cementiris. La destrucció del patrimoni cultural per part d'Israel a Gaza s'ha dut a terme de manera sistemàtica.
Durant la guerra, gran part de la Ciutat Vella de Gaza va ser greument danyada o destruïda pels atacs aeris israelians, incloent-hi la Gran Mesquita d'Omari i l'Església de Sant Porfiri –la mesquita i l'església més antiga de Gaza, respectivament–, així com altres llocs històrics com la Mesquita d'Ibn Uthman, el Palau Pasha, el Palau d'As-Saqqa, el Mercat d'Al-Qissariya i el Hamam al-Sammara. L'antic port d'Anthedon va ser completament destruït. Museus com el Museu Cultural d'Al Qarara, el Museu d'Akkad i el Museu de Rafah van ser saquejats, danyats o destruïts.
En resposta a l'amenaça als llocs patrimonials, la UNESCO va demanar la protecció dels llocs patrimonials durant la guerra. El juliol de 2024, va afegir "El Monestir de Sant Hilarió / Tell Umm Amer" a la llista de Patrimoni de la Humanitat i a la seva llista de llocs en perill. La destrucció de llocs patrimonials culturals ha estat qualificada per alguns com a genocidi cultural, i Sud-àfrica va incloure la destrucció del patrimoni cultural a Gaza com a prova de genocidi en el seu cas contra Israel a la Cort Internacional de Justícia.

## Context

### Patrimoni cultural a Gaza

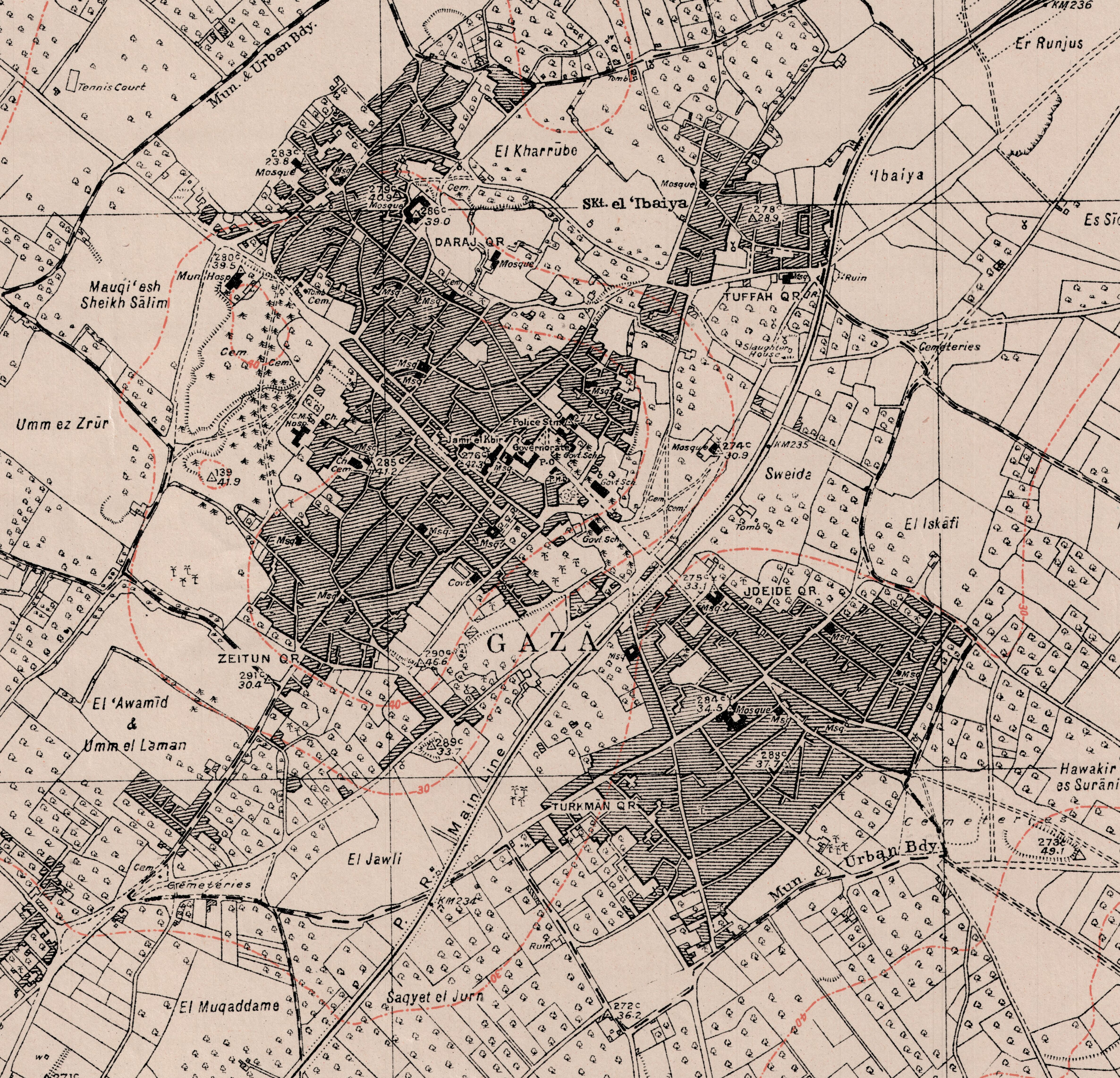
Molts dels principals llocs culturals destruïts es trobaven a la Ciutat Vella de Gaza, la ciutat històrica més important del sud de Palestina, amb 5.000 anys d'història habitada. Aquest mapa de 1931 del British Survey of Palestine mostra la Ciutat Vella tal com era fa gairebé un segle.

El patrimoni cultural es transmet de generació en generació i comprèn la cultura material, com ara obres d'art i edificis, i coses intangibles, com ara tradicions i formes de vida. Una enquesta del 2010 va identificar 13 biblioteques a la Franja de Gaza, i el 2017 hi havia cinc museus. Segons l'arqueòleg Jean-Baptiste Humbert, "la societat de Gaza és sensible al seu patrimoni, però l'aixafament que han infligit les forces d'ocupació durant els darrers cinquanta anys significa que prioritats vitals com ara menjar, cuidar i educar la població han deixat de banda el patrimoni cultural i l'han passat a considerar un luxe dels països rics".
La Franja de Gaza està densament poblada i els edificis moderns sovint es construeixen sobre jaciments arqueològics. El 2023 hi havia més de 300 llocs del patrimoni arquitectònic a Gaza, incloent-hi una gamma d'estructures diferents com ara mesquites, palaus, escoles i cementiris. Les categories més comunes de llocs històrics segons el Ministeri de Turisme i Antiguitats són les cases, seguides dels tels (túmuls d'assentament) i les mesquites.
Els edificis històrics i els llocs patrimonials que conformen un lloc encarnen la seva identitat i història col·lectives; són importants per a la comunitat de la qual formen part i són una extensió de la seva identitat. La memòria dels llocs i esdeveniments significatius es pot preservar a través de la cultura material, des de petits objectes fins a edificis. Per als palestins desplaçats per la força de les seves llars el 1948 durant la Nakba, la clau de la casa que van haver d'abandonar, que s'ha passat a anomenar la clau palestina, s'ha convertit en un símbol tangible de les llars que van haver de deixar enrere.

### Destrucció del patrimoni cultural

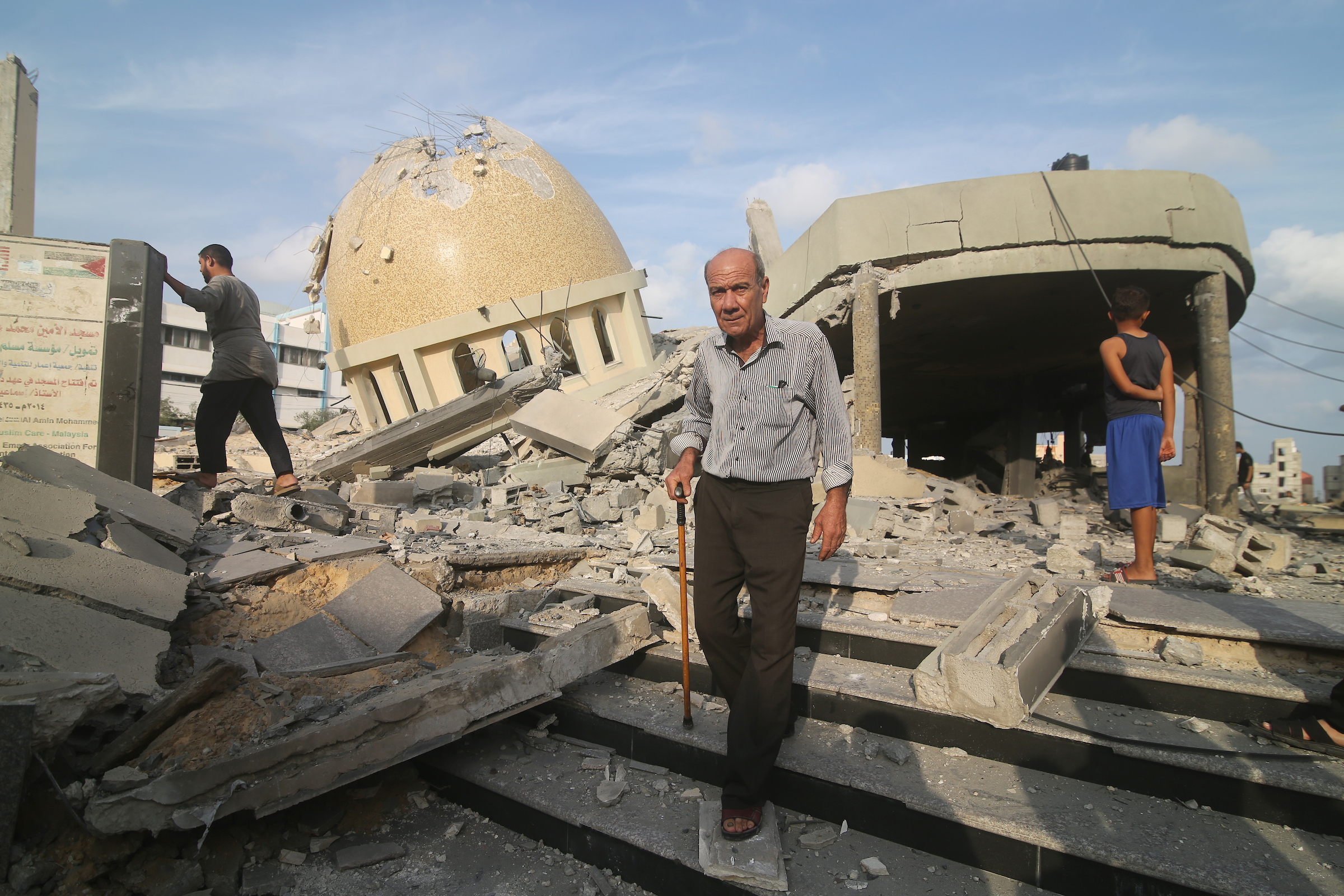
La mesquita d'al-Amin Muhammad va ser destruïda pel bombardeig israelià de Khan Yunis el 8 d'octubre de 2023.

Parlant del patrimoni cultural en termes generals, l'arqueòleg Cornelius Holtorf va remarcar: "Si es diu que el patrimoni contribueix a les identitats de les persones, la pèrdua del patrimoni pot contribuir encara més a les identitats de les persones". La destrucció de llocs i patrimoni cultural sovint forma part de la guerra i el genocidi i té com a objectiu soscavar una societat. S'ha utilitzat amb aquesta intenció des de la prehistòria i l'antiguitat clàssica fins a l'actualitat, especialment en la persecució nazi dels jueus. El filòsof Jeff Malpas destaca l'ús de la destrucció per exercir autoritat i control sobre altres grups com un tema important en les relacions entre Israel i Palestina.
Els llocs culturals estan protegits per l'article 53 del Protocol I dels Convenis de Ginebra, i la destrucció intencionada de monuments o edificis històrics es considera un crim de guerra. El Conveni de l'Haia per a la protecció dels béns culturals en cas de conflicte armat exigeix que els estats "[s'abstinguin] de qualsevol ús dels béns i el seu entorn immediat o dels aparells que s'utilitzen per a la seva protecció amb finalitats que puguin exposar-los a la destrucció o danys en cas de conflicte armat; i abstenint-se de qualsevol acte d'hostilitat dirigit contra aquests béns". Els conflictes anteriors entre Gaza i Israel han afectat els llocs del patrimoni cultural de la Franja de Gaza. La guerra del 2008-2009 va provocar danys a les biblioteques de Gaza i al que aleshores era el seu únic museu, i la guerra del 2014 va danyar més de 170 mesquites a Gaza.

## Impacte

### Context
El 7 d'octubre de 2023, Hamàs va atacar Israel, matant més de mil persones, incloses més de 800 civils, i prenent uns 251 ostatges. En resposta, Israel va iniciar un contraatac sobre Gaza; el seu objectiu inicial era el nord de la Franja de Gaza, i els bombardejos es van intensificar cap a finals de 2023 i es van expandir cap al sud amb invasions terrestres fins al punt que més de la meitat dels edificis de la Franja havien estat danyats o destruïts el gener de 2024. Més de 46.600 palestins havien mort quan es va signar un alto el foc el gener de 2025, la majoria dones i nens, i hi va haver danys importants a la infraestructura civil. La campanya de bombardejos d'Israel és una de les més destructives de la història recent, i gairebé el 80% dels edificis de la Franja de Gaza havien estat danyats o destruïts durant el conflicte el juliol de 2025. La destrucció ha deixat zones residencials devastades i 1,9 milions de persones han estat desplaçades. 
El Ministeri de Cultura palestí va publicar diversos informes provisionals sobre l'impacte de la guerra en el patrimoni cultural de Gaza. El febrer de 2024, van informar que 44 persones relacionades amb les arts i la cultura havien morir i que uns 200 edificis històrics havien estat danyats o destruïts, juntament amb 12 museus i nombrosos centres culturals. El patrimoni cultural immaterial també s'havia vist afectat per la pèrdua de centres que oferien activitats comunitàries i donaven suport a la cultura de Gaza. El gener de 2025, poc després de l'alto el foc, el Ministeri de Cultura va iniciar un procés d'avaluació de l'impacte sobre el terreny. La UNESCO té una avaluació de danys en curs. A causa de la impossibilitat d'accedir a Gaza, no ha pogut verificar l'impacte en tots els espais, n'havia confirmat 110 a 27 de maig de 2025. Sobre el terreny a Gaza, l'arqueòleg palestí Fadel al-Utol ha estat coordinant un grup que documenta la destrucció de llocs del patrimoni cultural. El Banc Mundial va estimar que a finals de gener de 2024 els danys al patrimoni cultural de Gaza es podien quantificar en més de 300 milions de dòlars americans de danys, en el que era una part dels 18.000 milions de dòlars americans pels danys a la infraestructura construïda de Gaza. La restauració de tots els llocs danyats trigaria gairebé una dècada.

### Museus, arxius i biblioteques

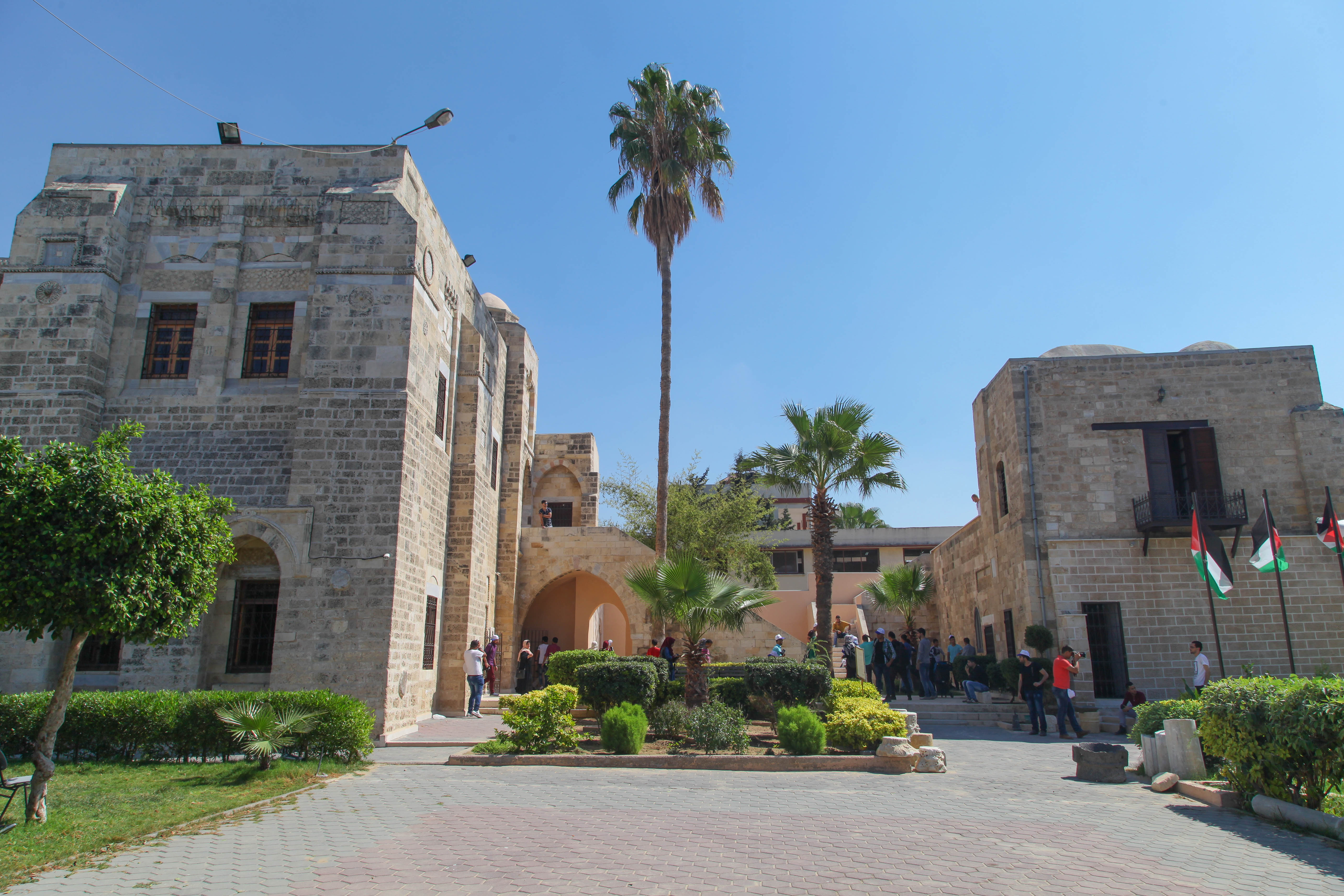
El Qasr al-Basha del segle XIII a la Ciutat Vella de Gaza (a la foto del 2016) va ser bombardejat i enderrocat durant la invasió.

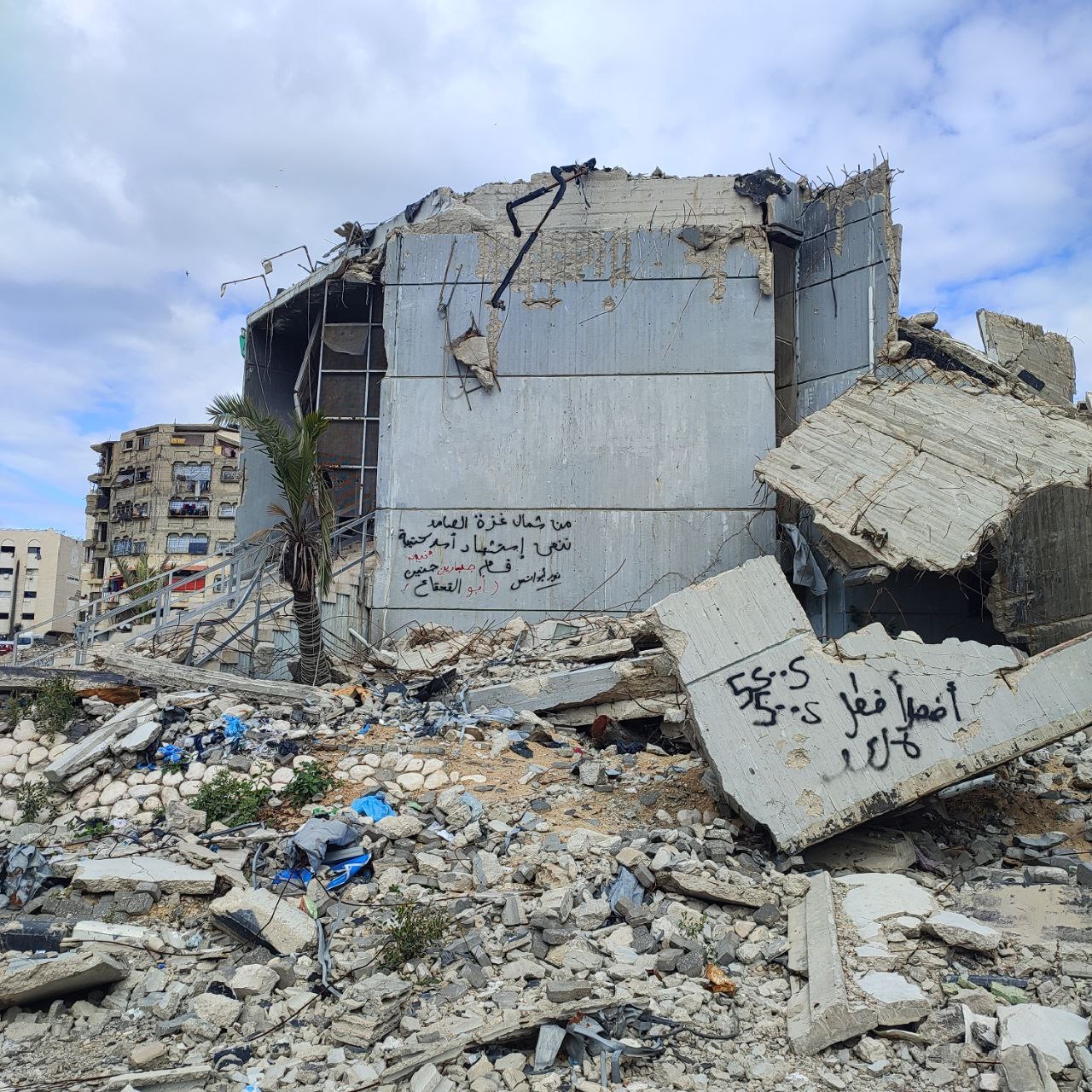
El Centre Cultural Rashad Shawa va ser destruït el 2023.

Un Ministeri de Cultura va assenyalar que 12 museus havien estat danyats. El Museu Cultural Al Qarara va ser destruït per un atac aeri israelià al principi del conflicte. El 25 de novembre de 2023, el Centre Cultural Rashad Shawa va ser destruït pels bombardejos israelians. Havia estat utilitzat com a refugi per a centenars de civils i contenia un teatre i una biblioteca amb desenes de milers de llibres.  Altres biblioteques, com ara la Biblioteca Municipal de Gaza, la Biblioteca Enaim, la Biblioteca Al-Nahda, la Biblioteca Al-Shorouq Al-Daem i l'Institut de Desenvolupament Educatiu de Kana'an, van danyades o destruïdes el novembre i el desembre de 2023.
El desembre de 2023, els bombardejos d'Israel van destruir els Arxius Centrals de la ciutat de Gaza, que contenien milers de documents històricament importants. La Gran Mesquita d'Omari albergava una de les biblioteques més importants de Palestina; els llibres rars de la seva col·lecció, que havien sobreviscut a les croades i a la Primera Guerra Mundial, van ser destruïts durant l'atac aeri. El Qasr al-Basha medieval, també conegut com a Palau de Pasha, va quedar en ruïnes després del bombardeig israelià. El palau funcionava com a museu d'arqueologia. Altres museus danyats o saquejats durant el conflicte van ser el Museu d'Akkad a Khan Yunis i el Museu de Rafah.

### Llocs religiosos

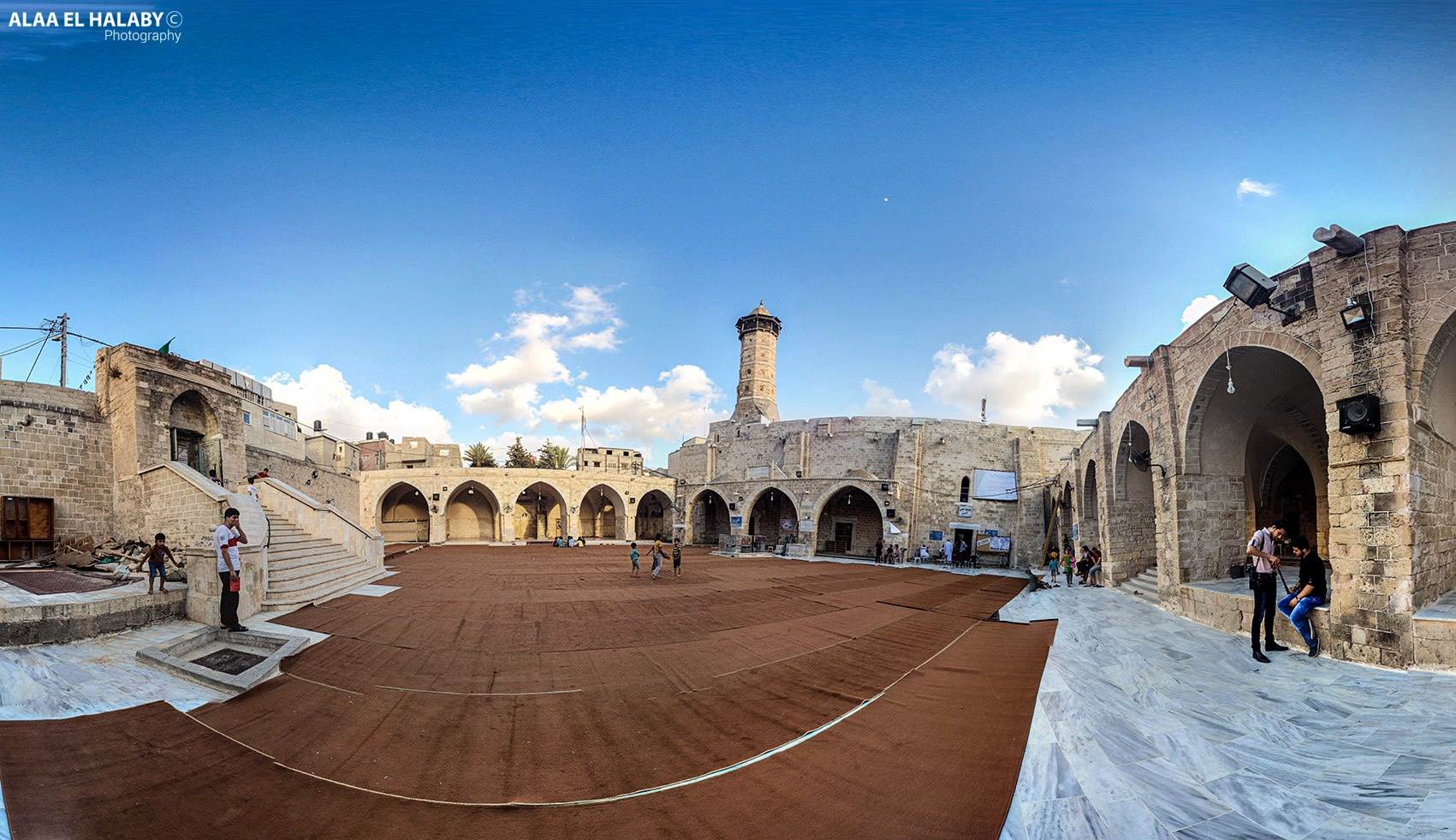
La Gran Mesquita d'Omari a la ciutat de Gaza, en una imatge del 2015, que va rebre l'impacte d'un atac aeri israelià durant la invasió.

El febrer de 2025, el Ministeri de Dotacions de Gaza va informar que el 79% de les mesquites de la Franja de Gaza havien estat destruïdes. El 19 d'octubre, un atac aeri israelià va impactar el campus de l'església de Sant Porfiri, l'església més antiga de Gaza. Centenars de civils s'hi refugiaven en el moment de l'atac, i 18 persones, inclosos diversos nens, van morir. La mesquita Sayed al-Hashim també va ser un dels llocs danyats durant els primers mesos del conflicte. La mesquita Omari, la mesquita més antiga de Gaza, va ser impactada per un atac aeri israelià al desembre, deixant només el minaret intacte.
El juliol de 2024, la mesquita d'Ibn Uthman del segle XV, al barri de Shuja'iyya de Gaza, va ser destruïda per un atac aeri durant un atac israelià a la zona. Al-Jazeera va informar de més indrets destruïts a l'agost, com la Gran Mesquita de Khan Yunis, atacada per explosius i soldats de les FDI després de cremar un Alcorà a la mesquita de Bani Saleh, al nord de Gaza. Segons Mariam Shah, investigadora de pau i conflictes, "Israel ha atacat mesquites i esglésies antigues, que són símbols de significació històrica i religiosa. Aquests llocs transcendeixen la fiscalitat; són recipients de fe i tradició, que preserven llegats arquitectònics locals i representen la llarga història de coexistència interreligiosa a Gaza".

### Cementiris
Una investigació de la CNN a principis del 2024 utilitzant imatges de satèl·lit va identificar setze cementiris a Gaza que havien estat danyats com a conseqüència del conflicte. Les Forces de Defensa d'Israel (FDI) van utilitzar excavadores per anivellar cementiris i desenterrar cossos, i en alguns casos van establir posicions fortificades a sobre de cementiris.

### Centres educatius
El 17 de gener de 2024, les FDI van utilitzar mines per destruir l'edifici principal de la Universitat d'Israa. La destrucció de la universitat va incloure la biblioteca i el museu nacional. La Universitat d'Israa va declarar que les forces d'ocupació havien pres més de 3.000 objectes del seu museu abans de la destrucció de l'edifici de la universitat. Al maig, la Policia Militar de les FDI va obrir una investigació amb imatges de vídeo que mostraven soldats de les FDI cremant llibres, inclòs un Alcorà en una mesquita de Rafah, al sud de la Franja de Gaza, i llibres a la biblioteca de la Universitat d'Al-Aqsa.

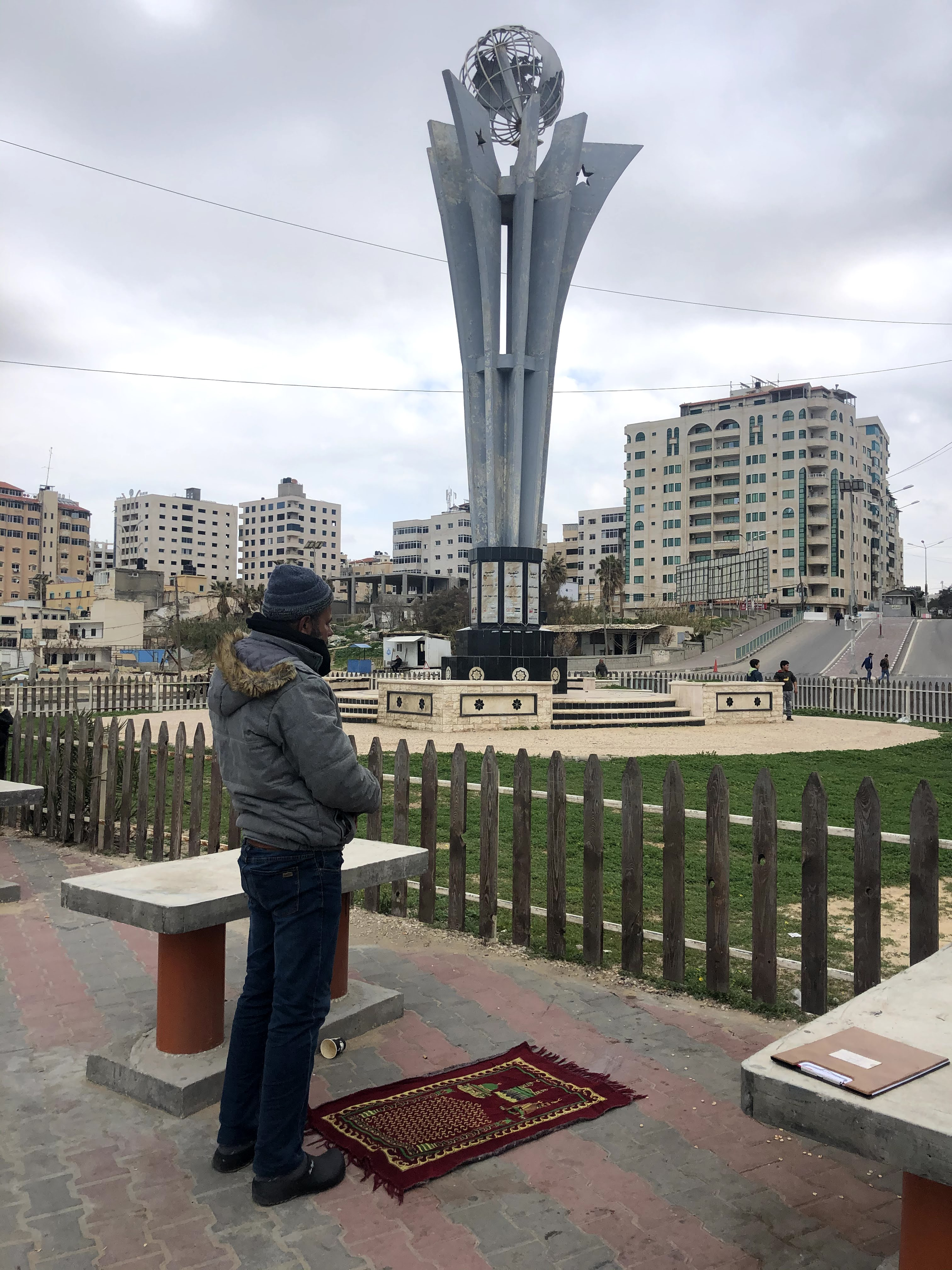
El monument commemoratiu dels morts en l'atac de la flotilla de Gaza del 2010 (a la foto del 2020) va ser demolit per les FDI el novembre del 2023.

### Llocs arqueològics i culturals
Molts jaciments arqueològics van patir danys durant la guerra, tot i que la seva extensió total està oculta pel conflicte actiu. El 8 d'octubre de 2023, uns investigadors van trobar danys causats per coets al cementiri romà d'Ard-al-Moharbeen, un jaciment arqueològic descobert el 2022. L'antic port d'Anthedon va quedar completament destruït.  L'anàlisi de fotografies aèries realitzada pel Projecte d'Arqueologia Marítima de Gaza va establir que jaciments arqueològics com Tell el-Ajjul i Maiuma havien patit danys a causa d'atacs aeris al novembre. El mateix mes, ICOMOS Palestina va informar que l'històric souq Al-Zawiya (un mercat) havia estat destruït per la Força Aèria Israeliana. Tell es-Sakan, un assentament de l'edat del bronze al sud de la ciutat de Gaza, i Tell Ruqiash, un jaciment fortificat de l'edat del ferro prop de Deir al-Balah, van patir danys pels bombardejos.
El Memorial de Marmara dedicat als morts durant l'atac de la flotilla de Gaza del 2010 va ser demolit per les FDI el novembre de 2023. Els banys Hamam al-Sammara al barri de Zeitoun de la Ciutat Vella van ser destruïts el desembre de 2023. El Mercat de l'Or, també conegut com el Mercat de Qissariya, va ser destruït al desembre més o menys al mateix temps que la propera mesquita d'Omari.  El juliol de 2024, el Mercat de l'Or va patir més danys. El Shababeek d'Art Contemporani tenia una col·lecció de 20.000 obres d'art i va ser destruït el març de 2024 durant el setge de l'Hospital Al-Shifa que hi havia a prop.

## Llista de llocs de la UNESCO afectats
El resum de la UNESCO de 110 llocs culturals verificats, danyats o destruïts i identificats a 28 de maig de 2025 es mostra a continuació: 
| Nom                                                               | Wikidata   | Data de construcció                                      | Localització         | Governació                  | Tipus                                      |
| ----------------------------------------------------------------- | ---------- | -------------------------------------------------------- | -------------------- | --------------------------- | ------------------------------------------ |
| Port d'Anthedon                                                   | Q2377463   | 800 aC                                                   | Ciutat de Gaza       | Governació de Gaza          | Lloc arqueològic                           |
| Mesquita Ibn Uthman                                               | Q5984273   | 1399/1400                                                | Ciutat de Gaza       | Governació de Gaza          | Edifici religiós                           |
| Centre Cultural Rashad Shawa                                      | Q7294793   | 1985                                                     | Ciutat de Gaza       | Governació de Gaza          | Museu                                      |
| Gran Mesquita de Gaza                                             | Q739415    | Segle XII (replaánt la mesquita destruïda del segle VII) | Ciutat de Gaza       | Governació de Gaza          | Edifici religiós                           |
| Cúpula i Centre de Manuscrits Dar As-Sa'ada                       | Q3456588   |                                                          | Ciutat de Gaza       | Governació de Gaza          |                                            |
| Qasr al-Basha o Museu del Palau de Pascha                         |            | 1260–1277                                                | Ciutat de Gaza       | Governació de Gaza          |                                            |
| Mesquita Zofor Domri                                              | Q134487057 |                                                          | Ciutat de Gaza       | Governació de Gaza          | Edifici religiós                           |
| Palau d'Al-Saqqa                                                  | Q123396572 | 1661                                                     | Ciutat de Gaza       | Governació de Gaza          |                                            |
| Mercat Al Alami                                                   |            |                                                          | Ciutat de Gaza       | Governació de Gaza          |                                            |
| Mercat de l'Or                                                    | Q5578780   | Segle XIV                                                | Ciutat de Gaza       | Governació de Gaza          |                                            |
| Cementiri de la Guerra de Gaza                                    | Q17511203  | 1920                                                     | Ciutat de Gaza       | Governació de Gaza          |                                            |
| Hamam al-Sammara                                                  | Q5644016   | Segle XIII                                               | Ciutat de Gaza       | Governació de Gaza          |                                            |
| Casa Khader Tarazi                                                |            |                                                          | Ciutat de Gaza       | Governació de Gaza          |                                            |
| Hotel Al Mathaf                                                   |            |                                                          | Campament d'Al Shati | Governació de Gaza          | Dipòsit de béns culturals mobles           |
| Magatzem del Ministeri de Turisme i Antiguitats                   |            |                                                          | Sheikh Radwan        | Governació de Gaza          | Dipòsit de béns culturals mobles           |
| Necròpolis d'Ard-al-Moharbeen                                     | Q131699788 | Segle I aC                                               | Ciutat de Gaza       | Governació de Gaza          |                                            |
| Casa Al-Ghussein                                                  | Q131345419 | c. 1800                                                  | Ciutat de Gaza       | Governació de Gaza          |                                            |
| Església de Sant Porfiri                                          | Q3584217   | 407 (reconstruïda al segle XII)                          | Ciutat de Gaza       | Governació de Gaza          | Edifici religiós                           |
| Sabil Ar-Rifaiya                                                  |            |                                                          | Ciutat de Gaza       | Governació de Gaza          |                                            |
| Casa HatHat                                                       |            |                                                          | Ciutat de Gaza       | Governació de Gaza          |                                            |
| Edifici AsSaha                                                    |            |                                                          | Ciutat de Gaza       | Governació de Gaza          |                                            |
| Mesquita Ibn Marwan                                               | Q5984228   | Segle XIV                                                | Ciutat de Gaza       | Governació de Gaza          | Edifici religiós                           |
| Shaikh Zakaria Mosque                                             |            |                                                          | Ciutat de Gaza       | Governació de Gaza          | Edifici religiós                           |
| Mesquita Mahkamah                                                 | Q16894470  | 1455                                                     | Ciutat de Gaza       | Governació de Gaza          | Edifici religiós                           |
| Mesquita Al-Mughrabi                                              |            |                                                          | Ciutat de Gaza       | Governació de Gaza          | Edifici religiós                           |
| Casa Raghib Al-Alami                                              |            |                                                          | Ciutat de Gaza       | Governació de Gaza          |                                            |
| Casa Hani Saba                                                    |            |                                                          | Ciutat de Gaza       | Governació de Gaza          |                                            |
| Mesquita de Sett Ruqayya                                          |            |                                                          | Ciutat de Gaza       | Governació de Gaza          | Edifici religiós                           |
| Casa Ahmad Bsieso                                                 |            |                                                          | Ciutat de Gaza       | Governació de Gaza          |                                            |
| Casa Eid Al-Biltaji                                               |            |                                                          | Ciutat de Gaza       | Governació de Gaza          |                                            |
| Casa Abdelqader Bsieso                                            |            |                                                          | Ciutat de Gaza       | Governació de Gaza          |                                            |
| Casa Sarah Al-Hatou                                               |            |                                                          | Ciutat de Gaza       | Governació de Gaza          |                                            |
| Casa Ash-Shawwa                                                   |            |                                                          | Ciutat de Gaza       | Governació de Gaza          | Monument arquitectònic d'importància local |
| Plaça del Soldat Desconegut                                       | Q7896976   | 1949                                                     | Ciutat de Gaza       | Governació de Gaza          |                                            |
| Riyad Al-Qishawi (Beit Sitti)                                     |            |                                                          | Ciutat de Gaza       | Governació de Gaza          |                                            |
| Gaza Municipality building of Omar Al-Mukhtar Street              |            |                                                          | Ciutat de Gaza       | Governació de Gaza          | Monument arquitectònic d'importància local |
| Building of An-Nassr Cinema                                       |            |                                                          | Ciutat de Gaza       | Governació de Gaza          | Monument arquitectònic d'importància local |
| Building of As-Samer Cinema                                       |            |                                                          | Ciutat de Gaza       | Governació de Gaza          | Monument arquitectònic d'importància local |
| Bashir Ar-Rayyes                                                  |            |                                                          | Ciutat de Gaza       | Governació de Gaza          | Monument arquitectònic d'importància local |
| Jalal Al Ghalayeeni                                               |            |                                                          | Ciutat de Gaza       | Governació de Gaza          |                                            |
| Abu Ramadan House                                                 |            |                                                          | Ciutat de Gaza       | Governació de Gaza          |                                            |
| Al-Qirm House                                                     |            |                                                          | Ciutat de Gaza       | Governació de Gaza          |                                            |
| ArRayyes Shop                                                     |            |                                                          | Ciutat de Gaza       | Governació de Gaza          | Monument arquitectònic d'importància local |
| Theater Day productions                                           |            |                                                          | Ciutat de Gaza       | Governació de Gaza          |                                            |
| Atfaluna Society for Deaf Children                                |            |                                                          | Ciutat de Gaza       | Governació de Gaza          |                                            |
| Estudi Shababeek                                                  |            |                                                          | Ciutat de Gaza       | Governació de Gaza          |                                            |
| Institut de Música Palestí                                        |            |                                                          | Ciutat de Gaza       | Governació de Gaza          |                                            |
| Magatzem de l'Escola bíblica i arqueològica francesa de Jerusalem | Q273496    |                                                          | Ciutat de Gaza       | Governació de Gaza          | Dipòsit de béns culturals mobles           |
| Tel el-Ajjul                                                      | Q2896876   | c. 2000–1500 aC                                          | Al Mughraqa          | Governació de Gaza          | Lloc arqueològic                           |
| Casa Mahfuz Shuhaiber                                             |            |                                                          | Ciutat de Gaza       | Governació de Gaza          |                                            |
| Ali Ibn Marwan Shrine                                             |            |                                                          | Ciutat de Gaza       | Governació de Gaza          | Edifici religiós                           |
| Al-Wheidi House (Basma Society)                                   |            |                                                          | Ciutat de Gaza       | Governació de Gaza          |                                            |
| Tell es-Sakan                                                     | Q7697545   | 3300 aC                                                  | Al-Zahra             | Governació de Gaza          | Lloc arqueològic                           |
| Casa Omar Shakhsa                                                 |            |                                                          | Ciutat de Gaza       | Governació de Gaza          |                                            |
| Ali Abu Al-Kass Shrine                                            |            |                                                          | Ciutat de Gaza       | Governació de Gaza          | Edifici religiós                           |
| Tell Al-Muntar                                                    |            | Segons mil·leni aC                                       | Ciutat de Gaza       | Governació de Gaza          | Lloc arqueològic                           |
| Casa Moris Shuhaiber                                              |            |                                                          | Ciutat de Gaza       | Governació de Gaza          |                                            |
| Botigues Khalil Al Halimi                                         |            |                                                          | Ciutat de Gaza       | Governació de Gaza          | Monument arquitectònic d'importància local |
| Casa Saleh Ja'rour                                                |            |                                                          | Ciutat de Gaza       | Governació de Gaza          |                                            |
| Casa Abdulhamid Ashaikh                                           |            |                                                          | Ciutat de Gaza       | Governació de Gaza          |                                            |
| Casa Ayesh Al-Ar'ir                                               |            |                                                          | Ciutat de Gaza       | Governació de Gaza          |                                            |
| Casa Ashaikh Deib                                                 |            |                                                          | Ciutat de Gaza       | Governació de Gaza          |                                            |
| Botiga Al-Ghussien                                                |            |                                                          | Ciutat de Gaza       | Governació de Gaza          | Monument arquitectònic d'importància local |
| Botiga Hashim Abu Jarad                                           |            |                                                          | Ciutat de Gaza       | Governació de Gaza          | Monument arquitectònic d'importància local |
| Casa Jahshan                                                      |            |                                                          | Ciutat de Gaza       | Governació de Gaza          |                                            |
| Casa Abdul-Mutaleb Al-Ghussien                                    |            |                                                          | Ciutat de Gaza       | Governació de Gaza          |                                            |
| Abu Kamal Sahyon shops                                            |            |                                                          | Ciutat de Gaza       | Governació de Gaza          | Monument arquitectònic d'importància local |
| Hanna Al-Ma'sarani shops                                          |            |                                                          | Ciutat de Gaza       | Governació de Gaza          | Monument arquitectònic d'importància local |
| Habib Al-Kabariti shop                                            |            |                                                          | Ciutat de Gaza       | Governació de Gaza          | Monument arquitectònic d'importància local |
| Abu Mohammad Skaik – Awqaf shop                                   |            |                                                          | Ciutat de Gaza       | Governació de Gaza          | Monument arquitectònic d'importància local |
| House of Ramadan Al-Burno                                         |            |                                                          | Ciutat de Gaza       | Governació de Gaza          |                                            |
| Abd Al Mo'ti Al Mashharawi Store                                  |            |                                                          | Ciutat de Gaza       | Governació de Gaza          |                                            |
| House of Awni Bseiso                                              |            |                                                          | Ciutat de Gaza       | Governació de Gaza          |                                            |
| Al-Husseini Shrine                                                |            |                                                          | Ciutat de Gaza       | Governació de Gaza          |                                            |
| House of Fathi Jarada                                             |            |                                                          | Ciutat de Gaza       | Governació de Gaza          |                                            |
| Abdelhamid Ad Dirawi                                              |            |                                                          | Ciutat de Gaza       | Governació de Gaza          |                                            |
| Abu Al-Azm/Shamshon Shrine                                        |            |                                                          | Ciutat de Gaza       | Governació de Gaza          |                                            |
| Ahmad Al Mashharawi                                               |            |                                                          | Ciutat de Gaza       | Governació de Gaza          |                                            |
| Al-Jarou                                                          |            |                                                          | Ciutat de Gaza       | Governació de Gaza          |                                            |
| Sa'eed Abdelhay Al Husseini                                       |            |                                                          | Ciutat de Gaza       | Governació de Gaza          |                                            |
| Mohammad Ishaq Abdo                                               |            |                                                          | Ciutat de Gaza       | Governació de Gaza          |                                            |
| Mahmoud Khalil Lulu                                               |            |                                                          | Ciutat de Gaza       | Governació de Gaza          |                                            |
| Ash Sheikh Sha'ban Mosque                                         |            |                                                          | Ciutat de Gaza       | Governació de Gaza          |                                            |
| Saleh Salouha                                                     |            |                                                          | Ciutat de Gaza       | Governació de Gaza          |                                            |
| Mousa Ar Rayyes                                                   |            |                                                          | Ciutat de Gaza       | Governació de Gaza          |                                            |
| Widad As Saqqa                                                    |            |                                                          | Ciutat de Gaza       | Governació de Gaza          |                                            |
| Badawi Al Khodari                                                 |            |                                                          | Ciutat de Gaza       | Governació de Gaza          |                                            |
| House of Abu Shanab (Khalil Al-Shawa)                             |            |                                                          | Ciutat de Gaza       | Governació de Gaza          |                                            |
| House of Khalil Al-Shawa                                          |            |                                                          | Ciutat de Gaza       | Governació de Gaza          |                                            |
| Diwan 'Al Qnita                                                   |            |                                                          | Ciutat de Gaza       | Governació de Gaza          |                                            |
| Al Madan                                                          |            |                                                          | Ciutat de Gaza       | Governació de Gaza          |                                            |
| Khan Abu Sha'ban                                                  |            |                                                          | Ciutat de Gaza       | Governació de Gaza          |                                            |
| Zawiyat Al Hnoud Mosque                                           |            |                                                          | Ciutat de Gaza       | Governació de Gaza          |                                            |
| Awqaf Store: Store of Jamal Khalaf                                |            |                                                          | Ciutat de Gaza       | Governació de Gaza          |                                            |
| Abu Maher Helles and Salah Herzallah                              |            |                                                          | Ciutat de Gaza       | Governació de Gaza          |                                            |
| Edifici d'emergències de l'Hospital àrab Al-Ahli                  |            |                                                          | Ciutat de Gaza       | Governació de Gaza          | Monument arquitectònic d'importància local |
| Edifici de cirurgia de l'Hospital àrab Al-Ahli                    |            |                                                          | Ciutat de Gaza       | Governació de Gaza          | Monument arquitectònic d'importància local |
| Casa d'Othman At-Tabaa                                            |            |                                                          | Ciutat de Gaza       | Governació de Gaza          |                                            |
| Botigues Al-Bakri                                                 |            |                                                          | Ciutat de Gaza       | Governació de Gaza          |                                            |
| Botigues Awqaf de Khamis Abu Jarad                                |            |                                                          | Ciutat de Gaza       | Governació de Gaza          |                                            |
| Edifici de fisioteràpia                                           |            |                                                          | Ciutat de Gaza       | Governació de Gaza          | Monument arquitectònic d'importància local |
| Edifici d'emmagatzematge                                          |            |                                                          | Ciutat de Gaza       | Governació de Gaza          | Monument arquitectònic d'importància local |
| Casa Ramdan Khalil Samamah                                        |            |                                                          | Ciutat de Gaza       | Governació de Gaza          |                                            |
| Antiga mesquita d'Al-Omari                                        |            |                                                          | Jabalia              | Governació de Gaza Nord     | Edifici religiós                           |
| Església bizantina de Jabalia                                     | Q115049558 |                                                          | Jabalia              | Governació de Gaza Nord     | Lloc arqueològic                           |
| Tell Rafah                                                        |            |                                                          | Rafah                | Governació de Rafah         | Lloc arqueològic                           |
| Cementiri de guerra Deir El Belah                                 | Q63344888  | 1917                                                     | Az-Zawaida           | Governació de Deir al-Balah |                                            |
| mosaic de Bureij                                                  | Q123200226 | Segle V-Segle VII                                        | Camp de Bureij       | Governació de Deir al-Balah | Lloc arqueològic                           |
| Castell Barquq                                                    | Q12233417  | 1387                                                     | Khan Yunis           | Governació de Khan Yunis    | Lloc arqueològic                           |

## Resposta internacional

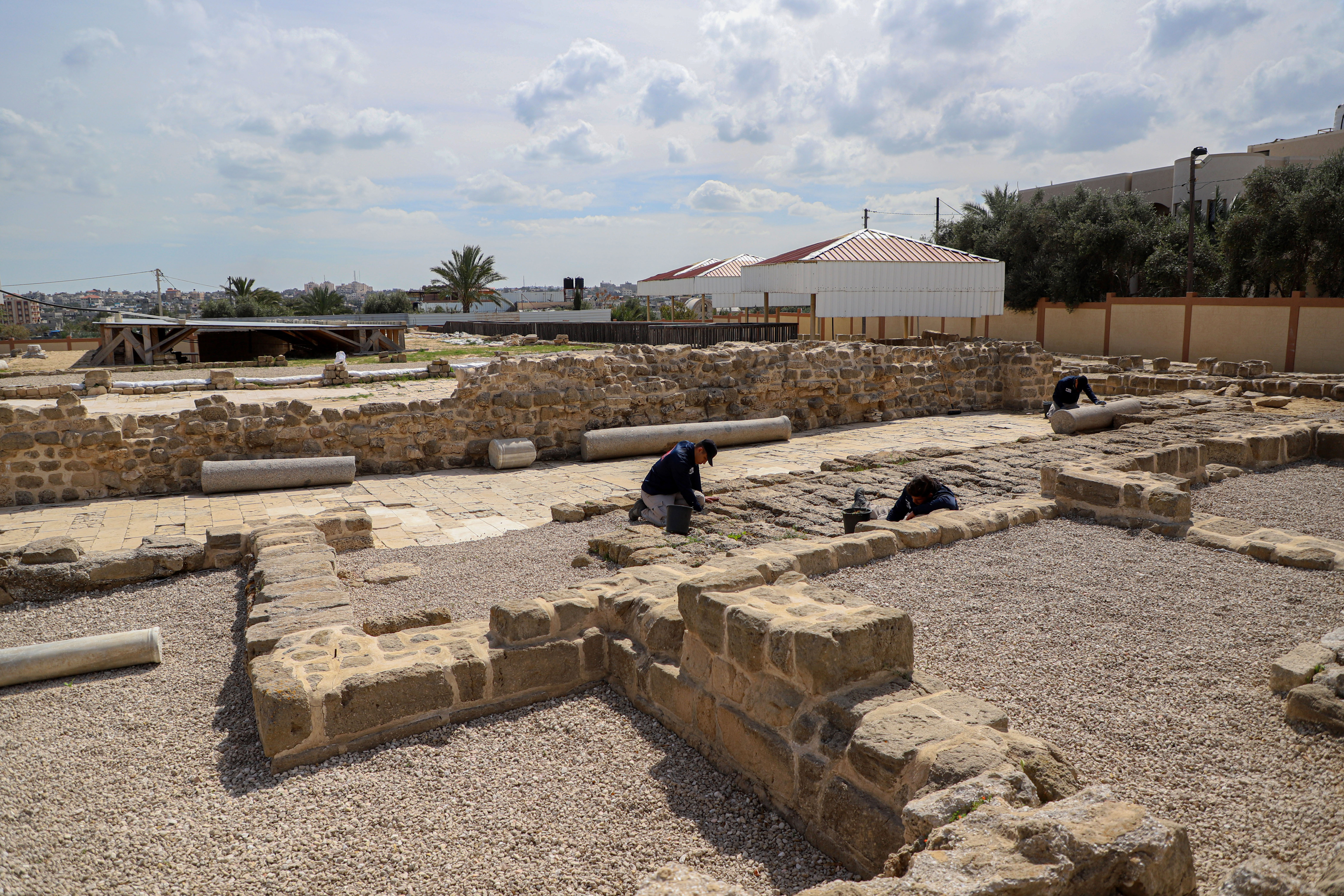
El monestir de Sant Hilarió / Tell Umm Amer, que es veu aquí durant les excavacions del 2023, va ser declarat Patrimoni de la Humanitat per la UNESCO el juliol del 2024.

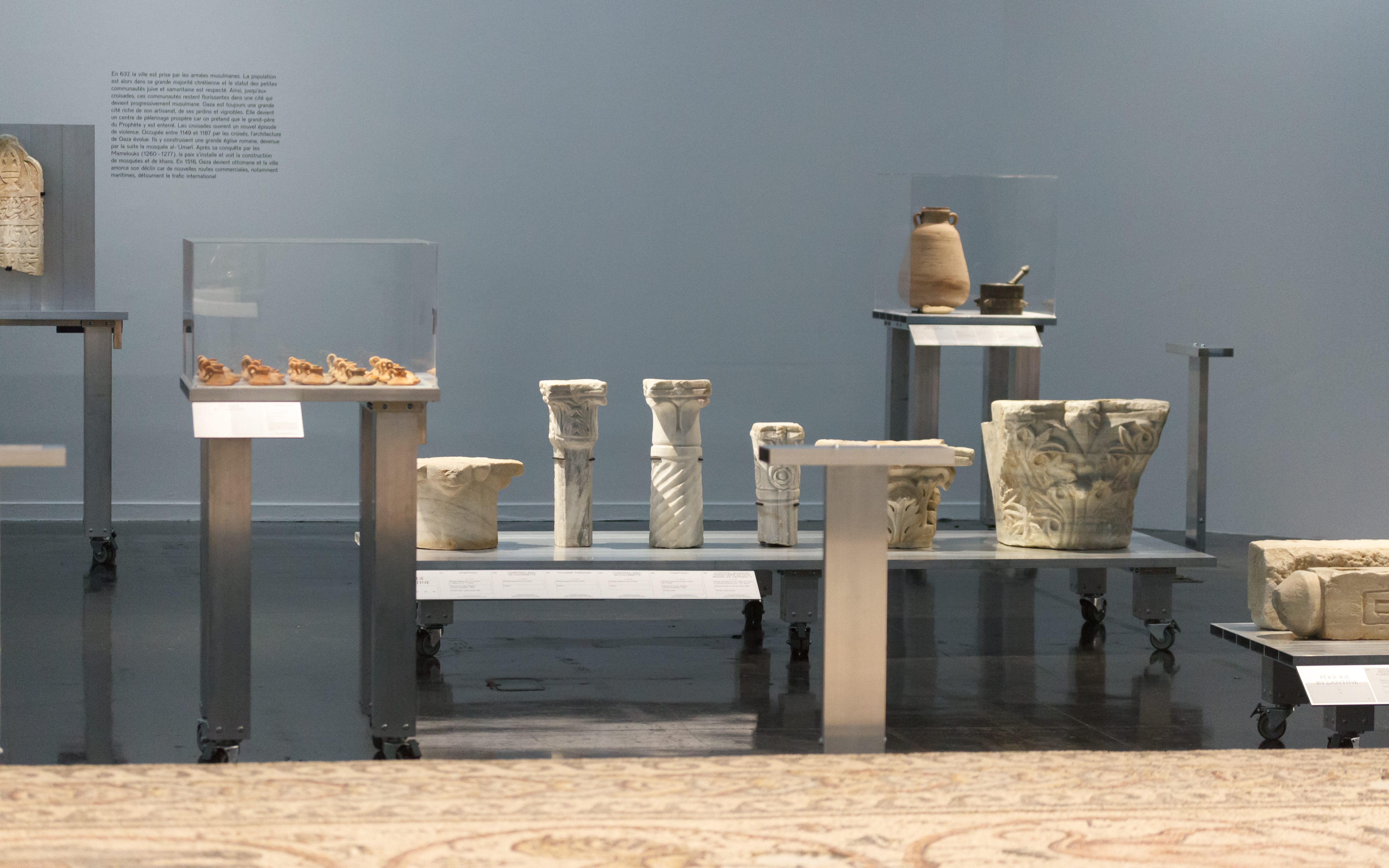
L'Institut del Món Àrab va organitzar una exposició d'objectes de Gaza titulada "Trésors sauvés de Gaza. 5000 ans d'histoire".

El 14 de desembre de 2023, la UNESCO va atorgar una "protecció provisional reforçada" al Monestir de Sant Hilarió de Gaza, un dels monestirs més antics de l'Orient Mitjà. En l'anunci, la UNESCO va demanar la protecció dels llocs patrimonials durant la guerra: "Si bé es dóna prioritat, amb raó, a la situació humanitària, també s'ha de tenir en compte la protecció del patrimoni cultural en totes les seves formes... Els béns culturals no han de ser objectius ni utilitzats amb finalitats militars, ja que es consideren infraestructura civil". Va anunciar que duia a terme investigacions mitjançant la televigilància per avaluar els danys als llocs patrimonials. En la seva següent sessió al juliol, la UNESCO va afegir " El Monestir de Sant Hilarió / Tell Umm Amer " a la llista de llocs del Patrimoni Mundial; també es va afegir a la Llista del Patrimoni Mundial en Perill, al mateix temps, a causa de la guerra.
El desembre de 2023, Sud-àfrica va presentar una demanda davant la Cort Internacional de Justícia al·legant que Israel estava cometent genocidi contra el poble palestí, assenyalant la destrucció del patrimoni cultural entre les seves proves. La destrucció de llocs del patrimoni cultural ha estat qualificada per alguns com a genocidi cultural, i vinculada a l' urbicidi a la Franja de Gaza. Israel va negar les acusacions, dient que la seva campanya es limita a objectius militars.
L'Observatori Euromediterrani dels Drets Humans va organitzar una petició demanant un boicot a les institucions acadèmiques israelianes com a part d'una resposta a la destrucció de les institucions educatives i el patrimoni cultural de Gaza i a l'assassinat d'estudiants i professors; va recollir més de 100 signatures d'acadèmics europeus. Per altra banda, 1.600 acadèmics d'Amèrica del Nord van signar una carta oberta condemnant l'escolasticidi a Gaza i la destrucció del patrimoni cultural. Els membres de l'Associació Històrica Americana van votar a favor de condemnar les accions d'Israel a Gaza, l'escolasticidi i la destrucció de biblioteques i arxius. Els empleats del Metropolitan Museum of Art de Nova York van escriure una carta oberta al director executiu del museu animant-lo a fer una declaració pública sobre la destrucció del patrimoni de Gaza, ja que era coherent amb la postura pública del museu en conflictes anteriors que van amenaçar la cultura. Un grup de 500 editorials, que col·laboren sota el nom d'"Editors per Palestina", a la Fira del Llibre de Frankfurt (celebrada a l'octubre de 2024) van condemnar l'atac a Gaza i van comprometre's a no treballar amb "editors de llibres israelians còmplices". A mitjans de 2025, cinc-cents treballadors culturals romanesos van escriure una carta oberta al govern romanès demanant-los que "s'oposessin al genocidi, l'ecocidi i el genocidi cultural".
El Fons per a l'Exploració de Palestina va publicar una declaració condemnant la destrucció a Gaza juntament amb l'atac de Hamàs del 7 d'octubre; també va declarar que no finançaria ni publicaria investigacions sobre elements retirats il·legalment de Palestina. L'Institut de Conservació (Icon), l'Associació d'Estudis de l'Orient Mitjà i la Fundació de Biblioteques Públiques d'Iran van condemnar la destrucció del patrimoni de Palestina, mentre que PEN America va assenyalar que estava "greument alarmat per la pèrdua d'aquestes institucions culturals i tot el que representen". Un grup d'experts de l'ONU va comentar sobre la destrucció del patrimoni cultural que "els fonaments de la societat palestina s'estan reduint a runes i la seva història s'està esborrant". Segons Mahmoud Hawari, exdirector del Museu Palestí, la destrucció intencionada del patrimoni cultural palestí "demostra la intenció dels líders polítics i militars israelians de destruir el poble palestí i la seva identitat cultural". El Consell de Relacions Amèrica-Islàmiques va qualificar la destrucció de deliberada i va dir que provava que "el govern de l'apartheid israelià busca eliminar l'existència palestina a Gaza i Cisjordània".
La destrucció i l'amenaça contra els objectes materials han portat a un augment dels esforços per digitalitzar les obres. Amb el suport a la preservació física i l'enregistrament, la Fundació Aliph va iniciar una campanya d'1 dòlar per dur a terme un projecte en col·laboració amb el Centre Riwaq per a la Conservació Arquitectònica a Cisjordània per avaluar l'impacte de la guerra en els llocs històrics de Gaza i formar persones per dur a terme el treball i documentar el patrimoni en risc. El setembre de 2024, les avaluacions estaven en curs a la Gran Mesquita de Gaza, la Casa Al-Saqqa i un pati històric (Dar-Farah).
Durant el conflicte, s'han dut a terme exposicions de troballes arqueològiques de Gaza a Europa. Part de les exposicions provenen de materials excavats a la dècada de 1990 i enviats a París per a la seva exposició l'any 2000, però que no es van poder retornar a causa de la Segona Intifada; els artefactes van ser posteriorment transferits a Ginebra, on van romandre fins al 2024. De l'octubre de 2024 al febrer de 2025, el Museu d'Art i Història de Ginebra va celebrar una exposició de 44 artefactes de Gaza; titulada "Patrimoni en perill", commemorant el 70è aniversari del Conveni de la Haia per a la protecció dels béns culturals en cas de conflicte armat. El Museu d'Art i Història, coordinat amb l'Institut del Món Àrab, exposa 130 articles de Gaza d'abril a novembre en una exposició titulada "Trésors sauvés de Gaza. 5000 ans d'histoire" ("Tresors salvats de Gaza: 5000 anys d'història"). El Fons Mundial de Monuments publica una llista cada dos anys de llocs històrics amenaçats per conscienciar sobre la seva situació. El teixit urbà històric de Gaza va ser un dels 25 llocs inclosos a la llista del 2025. El fundador de l'organització no governamental de drets humans Al-Haq va defensar la reconstrucció dels llocs culturals de Gaza com a forma de rebutjar el suggeriment de Donald Trump que els EUA prenguessin el control de la Franja de Gaza.